# Серена, Фернандо
Фернандо Родригес Серена (исп. Fernando Serena; 28 января 1941, Мадрид — 15 октября 2018, Памплона) — испанский футболист, полузащитник. Выступал за сборную Испании, сыграл за неё один матч. Извсетен по выступлениям за «Реал Мадрид», в его составе выиграл Кубок европейских чемпионов 1966 года. Также представлял «Осасуну», «Эльче» и «Сант-Андреу». В Ла Лиге провёл 144 матча и забил 23 гола. 

## Биография
Родился в Мадриде. Воспитанник академии мадридского «Реала», начинал карьеру во второй команде клуба — «Кастилье». Затем он был отдан в двухлетнюю аренду в «Осасуну», в составе которой 3 сентября 1961 года в игре с «Эспаньолом» дебютировал в Ла Лиге. Через две недели в матче с «Атлетико Мадрид» Серена забил свой первый гол в чемпионате Испании.
Вернувшись в ряды «сливочных» в 1963 году, за следующие пять сезонов он провёл 86 матчей и отличился в них 15 раз. Серена стал четырёхкратным чемпионом страны, а также обладателем Кубка европейских чемпионов 1965/1966. Именно его гол ударом с лёта после приёма мяча на грудь в финале этого турнира позволил «Реалу» обыграть белградский «Партизан» и завоевать трофей.
В 1968 году перешёл в «Эльче», в составе которого принял участие в финале Кубка Испании 1969. В 1970 году он подписал контракт с клубом второго по силе дивизиона (Сегунды) «Сант-Андреу», в котором и провёл всю дальнейшую карьеру, сыграв за команду 210 встреч.
9 января 1963 года Серена сыграл свой единственный матч за сборную Испании, выйдя на замену Энрике Кольяру в товарищеской встрече с французами.
После завершения карьеры жил в Памплоне. Был женат, воспитывал двоих детей. 15 октября 2018 года Фернандо Серена скончался.

## Достижения
«Реал Мадрид»
- Чемпион Испании (4): 1963/64, 1964/65, 1966/67, 1967/68
- Обладатель Кубка европейских чемпионов: 1965/66